# Platnickia bergi
Platnickia bergi är en spindelart som först beskrevs av Simon 1895.  Platnickia bergi ingår i släktet Platnickia och familjen Zodariidae. Inga underarter finns listade i Catalogue of Life.